# 卡氏犁齒䲁
卡氏犁齒䲁（學名：Entomacrodus cadenati），又稱卡氏間頸鬚䲁，為輻鰭魚綱鳚形目䲁科犁齒䲁屬的一種，該種名是為了紀念法國魚類學家讓·卡德納（Jean Cadenat，1908-1992），他是塞內加爾戈雷島法國黑非洲研究所海洋生物科的主任，也是該物種模式標本的收集者，分布於東大西洋塞內加爾至幾內亞，包括維德角群島海域，本魚體延長形，稍側扁，似圓柱狀，頭鈍短，頭頂無冠膜，頸部無葉片狀皮瓣，僅有一低皮褶，鼻鬚掌狀分支，眼上有觸鬚，背鰭與尾柄相連，體以米色為底，頭部及身體具有不規則的深色斑塊，頭部密布黑色小細點，體長可達6.9公分，成魚棲息於沿岸水域的岩石區，雌魚產附著性卵，雄魚有護卵行為，生活習性不明。